# Palouet (Lladurs)
Palauet és una masia, actualment enrunada, situada al poble de Timoneda pertanyent al municipi de Lladurs, a la comarca catalana del Solsonès.